# Alphée Poirier
Alphée Poirier, né le 20 août 1905 à Rimouski et mort le 9 août 1978 à Vanier, est un médecin et homme politique québécois.